# Монбризон (Луара)
Монбризон (фр. Montbrison) — коммуна в департаменте Луара, в регионе Овернь — Рона — Альпы. Административный центр (супрефектура) округа Монбризон и кантона Монбризон.

## Географическое положение
Коммуна находится в юго-западной части департамента Луара, в 75 км от Лиона и в 37 км от центра департамента Сент-Этьена.

## История
Первое упоминание о Монбризон восходит к 870 году. Город Монбризон развивался вокруг замков графов области Форе, из которых он позже стал столицей.

## Известные уроженцы
- Вердье, Антуан дю (1544—1600) — французский писатель, гуманист, библиограф, политик.
- Шантелоз, Жан Клод Балтазар Виктор де (1787—1859) — французский политический и государственный деятель.